# Fumiko Saiga
Fumiko Saiga (jap. 齋賀 富美子, Saiga Fumiko; * 30. November 1943 in Marugame; † 24. April 2009 in Den Haag) war eine japanische Diplomatin. Sie gehörte von 2001 bis 2007 dem UN-Ausschuss für die Beseitigung der Diskriminierung der Frau an und fungierte von 2007 bis zu ihrem Tod als Richterin am Internationalen Strafgerichtshof.

## Leben
Fumiko Saiga wurde 1943 in Marugame geboren und erlangte 1966 einen Abschluss an der Fremdsprachen-Universität Tokyo. Sie begann anschließend eine Laufbahn im Außenministerium ihres Heimatlandes, in dem sie unter anderem verschiedene Positionen in der Vertragsabteilung, in der Abteilung für UN-Angelegenheiten und in der Abteilung für Wirtschaftsangelegenheiten innehatte. 1998 wurde sie Vizegouverneurin der Präfektur Saitama unter Gouverneur Yoshihiko Tsuchiya. Ab September 2003 war sie außerordentliche und bevollmächtigte Botschafterin Japans in Norwegen und ab Oktober des gleichen Jahres auch in Island, im Dezember 2005 übernahm sie außerdem das Amt der für Menschenrechtsangelegenheiten zuständigen Botschafterin. Von 2001 bis 2007 gehörte sie darüber hinaus dem UN-Ausschuss für die Beseitigung der Diskriminierung der Frau an.
Im Dezember 2007 wurde sie zur Richterin an den Internationalen Strafgerichtshof (IStGH) in Den Haag gewählt. Sie folgte dabei dem Franzosen Claude Jorda, der sich im August 2007 aus gesundheitlichen Gründen von dieser Position zurückgezogen hatte, und wirkte in der zweiten Vorverfahrenskammer und der zweiten Verfahrenskammer. Nachdem sie zunächst für die verbleibende Dauer von Jordas Amtszeit amtierte, wurde sie bei den Richterwahlen im Januar 2009 für eine reguläre Amtszeit wiedergewählt. Rund drei Monate nach ihrer Wahl starb sie im Alter von 65 Jahren in Den Haag. Zu ihrer Nachfolgerin wurde im November 2009 Kuniko Ozaki gewählt.